# Gwenlaouen Le Gouil
Gwenlaouen Le Gouil est un journaliste français né en 1975.

## Biographie
Il est originaire de Lorient et réalise une partie de ses études à Quimper.
Lauréat du Prix Albert-Londres en 2007 pour son reportage Muttur : un crime contre l'humanitaire, il travaille régulièrement pour la chaîne de télévision Arte.

## Œuvres audiovisuelles
- Muttur : Un crime contre l'humanitaire, 2007
- Kenya : l'ennemi intérieur, 2015
- Ukraine : l'histoire effacée, 2015
- Birmanie : la malédiction des Rohyngyas, 2015
- Rohingyas, un génocide à huis clos, 2017
- Rohingya, la mécanique du crime, 2019
- Tuer l'Indien dans le cœur de l'enfant, 2020